# Dilizsan Nemzeti Park
A Dilizsan Nemzeti Park (örményül: Դիլիջան ազգային պարկ) Örményország négy nemzeti parkjának egyike. A 337,65 km² területet elfoglaló helyszín Örményország északkeleti részén, Tavus tartományában található. Erdei tájairól, gazdag biodiverzitásáról, gyógyvízforrásairól, természeti és kulturális emlékeiről, valamint kiterjedt túraútvonal-hálózatáról ismert.

## Földrajza
A nemzeti park a Pambak, Areguni, Miapor, Ijeván és Halab hegyláncok lejtőin húzódik 1070 és 2300 méter közötti tengerszint feletti magasságban. Az e magasság feletti hegyi rétek már nem tartoznak a nemzeti parkhoz. Az Agstev folyó és főbb mellékfolyóji, a Hovajur, Shtoghanajur, Bldan, a Haghartsin és a Getik folynak át a nemzeti parkon. Jelentősebb állóvizei a Parz Lich, Goshi Lich és Tzrkalich (Leech-tó), valamint más kisebb tavak.

## Története
A Dilizsan Nemzeti Parkot 2002-ben hozták létre egy állami természetvédelmi területéből, amelyet 1958-ban alapítottak az egykori Dilizsan és Kujbisev erdőgazdaságok területéből. Az újonnan létrehozott nemzeti park területe ezekhez képest kezdetben változatlan, 240 km² maradt, ezt később 337,65 km²-re bővítették.
A Dilijan Állami Rezervátum nemzeti parkká alakítását több ok is indokolta, mint például a kereskedelmi tevékenység elkerülhetetlensége a környéken, a számos település jelenléte, köztük Dilizsan ásványvízre épülő üdülőivel, valamint a területet átszelő Jereván–Ijevan vasútvonal. Jelenleg a nemzeti park általános működési terve kidolgozás alatt áll, ideértve a pontos határok tisztázását, valamint a nemzeti park gazdasági, rekreációs és pufferzónáinak feltérképezését és kialakítását.
2017 és 2018 között a park turisztikai kínálatának jelentős átalakítása zajlott le, többek között a meglévő ökoturisztikai túraútvonal-hálózat rehabilitációját a transz-kaukázusi túraútvonal 80 km hosszú szakaszának hozzáadásával együtt.

## Fordítás
- Ez a szócikk részben vagy egészben  a   Dilijan National Park című angol Wikipédia-szócikk ezen változatának fordításán alapul.  Az eredeti cikk szerkesztőit annak laptörténete sorolja fel. Ez a jelzés csupán a megfogalmazás eredetét és a szerzői jogokat jelzi, nem szolgál a cikkben szereplő információk forrásmegjelöléseként.